# Hrabstwo Childress

Piramida wieku hrabstwa

Hrabstwo Childress – hrabstwo położone w Stanach Zjednoczonych, w północno-wschodniej części stanu Teksas, przy granicy z Oklahomą. Siedzibą hrabstwa jest jedyne miasteczko w hrabstwie Childress. Przez hrabstwo przepływa Prairie Dog Town Fork (dopływ Red River). Najważniejszą rolę w rolnictwie hrabstwa spełnia uprawa bawełny.

## Historia
Utworzone w 1876 r., poprzez wydzielenie terytorium z hrabstw Hardeman i Wegefarth, oraz terytorium Younga, natomiast samodzielność uzyskało w 1883. Nazwa hrabstwa pochodzi od nazwiska George’a Childressa, prawnika, autora Deklaracji Niepodległości Teksasu.

## Sąsiednie hrabstwa
- Hrabstwo Collingsworth (północ)
- Hrabstwo Harmon Oklahoma, (północny zachód)
- Hrabstwo Hardeman (wschód)
- Hrabstwo Cottle (południe)
- Hrabstwo Hall (zachód)

## Populacja
Według danych z 2023 liczy 6788 mieszkańców, w tym 41,4% stanowiły kobiety. Mieszkańcy deklarują głównie pochodzenie meksykańskie (26,6%), mieszane (18,5%), angielskie (10,3%), „amerykańskie” (8%), afroamerykańskie (6,7%), niemieckie (6%) i irlandzkie (3,5%).

## Drogi główne
Przez teren hrabstwa przebiegają trzy drogi krajowe i jedna stanowa:
- U.S. Route 62
- U.S. Route 83
- U.S. Route 287
- Droga stanowa nr 256